# Theodor Storm
Pour les articles homonymes, voir Storm.
Ne doit pas être confondu avec le coureur cycliste danois Theodor Storm
Œuvres principales
L'Homme au cheval blanc (1888)
Hans Theodor Woldsen Storm, né le 14 septembre 1817 à Husum, alors situé dans le duché de Schleswig), et mort le 4 juillet 1888 à Hanerau-Hademarschen, est un écrivain allemand connu pour ses œuvres en prose et ses poèmes.

## Biographie
Theodor Storm naît au sein d'une famille de notables le 14 septembre 1817, à Husum, dans le Schleswig-Holstein qui appartient au Danemark, où il passe une enfance heureuse et bucolique. Il est le premier enfant de Johann Casimir Storm et Lucie Woldsen. Johann Casimir Storm avait étudié le droit à Heidelberg et Kiel et était devenu conseiller juridique dans l'ancienne grande ville portuaire de Husum.
Après l’obtention du baccalauréat à Lübeck, Theodor Storm fait son droit à Kiel, s’installe comme avocat à Husum en 1843, et épouse l'une de ses cousines, Constanze Esmarch, en 1846. De ses années d'études datent ses amitiés avec Ferdinand Röse, Theodor et Tycho Mommsen.
En 1843, il publie avec les frères Mommsen le «Lieder Buch dreier Freunde» (livre de chants des trois amis).
En lutte avec le gouvernement danois qui proclame en 1848 une nouvelle constitution, Storm choisit de quitter Husum en 1853 pour montrer sa désapprobation du statut envisagé pour le Schleswig-Holstein.
Après des débuts difficiles comme juriste au service de l’État prussien, il occupe un poste de juge à Potsdam, puis à Heiligenstadt en Thuringe. En 1864, après le départ des Danois, il rentre à Husum où il travaille comme juge, il est aussi responsable de la police et des affaires de tutelle. En 1880, il quitte définitivement Husum pour vivre à Hademarschen, près d'Itzehoe.
Storm meurt d’un cancer le 4 juillet 1888, il repose au cimetière St Jürgen, situé à Husum-Osterende. Dix ans plus tard, le 14 septembre 1898, on érige un buste sculpté par Adolf Brütt en sa mémoire à Husum.

## La littérature de Theodor Storm
Storm puise d'abord son inspiration littéraire dans les récits légendaires de la tradition populaire, mais aussi chez des auteurs comme Eduard Mörike, dont il fut ami et correspondant, ou Paul Heyse, avec lequel il se lie également pendant son exil. Ses premiers poèmes sont publiés dans un ouvrage collectif, Livre de chants des trois amis (1843), avec ceux de son ami d'enfance Theodor Mommsen. Ils expriment son amour sans espoir pour une petite amie de sa sœur, Bertha Buchan, âgée de onze ans. Avec Immensee (1851), une longue nouvelle nostalgique et mélancolique sur le paradis perdu de l'enfance, il affirme son talent et gagna une certaine notoriété.
Influencé par les premiers poèmes lyriques de Goethe, il cherche à traduire dans son œuvre ses vues sur l'amour, sur la nature et sur son attachement passionné à l'Allemagne. Sa démarche est servie par un style à la fois évocateur et simple, remarquable par sa musicalité comme par sa perfection formelle.
La maturité venant, il montre dans ses nouvelles une grande finesse pour l'étude psychologique, un réalisme plus marqué et un intérêt croissant pour des problèmes dépassant l'individu. Parmi ces nouvelles et romans, citons Viola tricolora (1874), Aquis submersus (1876), Renate (1878) ou encore Heinz Kirch (1882). Il écrivit sur le tard un roman ayant la forme d'une tragédie et qui est peut-être son chef-d'œuvre, L'Homme au cheval blanc (1888).

## Œuvre

### Romans et nouvelles
- Marthe und ihre Uhr (1848)
- Immensee (1849) Publié en français sous le titre Immensee, traduit par Alzir Hella et Olivier Bournac, Paris, Stock, coll. « Maïa » no 15, série B, 1930, 106 p. (BNF 31411063)
- Im Sonnenschein (1854)
- Angelika (1855)
- Auf dem Staatshof (1859)
- Veronica (1859)
- Späte Rosen (1860)
- Im Schloß (1862)
- Auf der Universität (1863)
- Abseits (1863)
- Unterm Tannenbaum (1864)
- Von Jenseits des Meeres (1865)
- In St. Jürgen (1867)
- Eine Malerarbeit (1867)
- Eine Halligfahrt (1871)
- Draußen im Heidedorf (1872)
- Pole Poppenspäler (1874) Publié en français sous le titre Paul, le joueur de marionnettes, traduit et adapté par Mandfred Schenker, Paris, Delachaux et Niestlé, 1934 (BNF 31411070)
- Waldwinkel (1874)
- Beim Vetter Christian (1874)
- Viola tricolor (1874) Publié en français sous le titre Viola tricolor, dans le volume Viola tricolor et autres nouvelles, traduit par Jean-Pierre Chassagne, Saint-Étienne, Publications de l'Université de Saint-Étienne, coll. « Les translatives » no 3, 2010, 210 p.  (ISBN 978-2-86272-558-1)
- Ein stiller Musikant (1875)
- Psyche (1875)
- Im Nachbarhause links (1875)
- Aquis submersus (1876) Publié en français sous le titre Aquis submersus, traduit par Robert Pitrou, Paris, F. Aubier, coll. « bilingue des classiques étrangers », 1929, 92 pages (BNF 31411050)
- Renate (1878) Publié en français sous le titre Renate, traduit par Robert Pitrou et Maurice Denis, Paris, F. Aubier, coll. « bilingue des classiques étrangers », 1931, 131 pages (BNF 31411073)
- Carsten Curator (1878) Publié en français sous le titre Carsten Curator, dans le volume Les Ombres grises du souvenir, traduit par Alain Cozic, Toulouse, Éditions Ombres, 1990, 294 p.  (ISBN 2-905964-28-6)
- Eekenhof (1879)
- Die Söhne des Senators (1880) Publié en français sous le titre Le Fils du sénateur, traduit par Alain Préaux, Bruxelles, Le Cri, 2006, 63 p.  (ISBN 2-87106-394-X)
- Der Herr Etatsrat (1881)
- Hans und Heinz Kirch (1882) Publié en français sous le titre Aquis submersus, traduit par Robert Pitrou, Paris, F. Aubier, coll. « bilingue des classiques étrangers », 1930, 93 pages (BNF 31411059) ; réédition dans une nouvelle traduction de Roland Fuentès sous le titre Le Fils du marin, Paris, Syros, coll. « Les uns et les autres », 2007  (ISBN 978-2-7485-0608-2)
- Zur Chronik von Grieshuus (1884) Publié en français sous le titre Pour la chronique de Grieshuus, traduit par Robert Pitrou, Paris, Aubier, coll. « bilingue des classiques étrangers », 1954, 244 pages (BNF 32649345)
- John Riew (1885) Publié en français sous le titre John Riew, dans le volume Les Ombres grises du souvenir, traduit par Alain Cozic, Toulouse, Éditions Ombres, 1990, 294 p.  (ISBN 2-905964-28-6)
- Ein Fest auf Haderslevhuus (1885)
- Bötjer Basch (1887)
- Ein Doppelgänger (1887) Publié en français sous le titre Le Sosie, dans le volume Les Ombres grises du souvenir, traduit par Alain Cozic, Toulouse, Éditions Ombres, 1990, 294 p.  (ISBN 2-905964-28-6)
- Ein Bekenntnis (1887) Publié en français sous le titre La Confession, dans le volume Les Ombres grises du souvenir, traduit par Alain Cozic, Toulouse, Éditions Ombres, 1990, 294 p.  (ISBN 2-905964-28-6)
- Sylter Novelle (1887), inachevé
- Der Schimmelreiter (1888) Publié en français sous le titre L'Homme au cheval blanc, traduit par Raymond Dhaleine, Paris, F. Aubier, coll. « bilingue des classiques étrangers », 1945, 352 pages (BNF 31411078) ; réédition, Paris, Aubier-Montaigne, coll. « bilingue », 1981, 351 p.  (ISBN 2-7007-0245-X) ; réédition, Paris, Sillages, 2018, 192 pages  (ISBN 979-10-91896-80-1)

### Contes
- Hans Bär (1837)
- Der kleine Häwelmann (1849) Publié en français sous le titre Jean-le-Mignot, traduit par Géraldine Elschner, Saint-Germain-en-Laye, Éditions Nord-Sud, 1995, 17 p.  (ISBN 3-314-20912-6)
- Hinzelmeier (1850)
- Bulemanns Haus (1862)
- Die Regentrude (1862) Publié en français sous le titre La Dame de pluie, traduit par Pierre Nicolas, Paris, Éditions Mondiales, 1973, 54 p. (BNF 35137605)

### Poésie
- An Emma (1833)
- Sängers Abendlied (1834)
- Bettlerliebe (um 1843)
- Dämmerstunde (1843)
- Abends (1845)
- Abseits (1847)
- Rote Rosen (1847)
- August (1849)
- Die Kinder (1852)
- Die Stadt (1852)
- Abschied (1853)
- Aus der Marsch (1854)
- Für meine Söhne (1854)
- Am Aktentisch (um 1855)
- April (1859)
- Knecht Ruprecht (1862)
- Beginn des Endes (1864)
- Der Lump (1864)
- Der Zweifel (1864)
- Tiefe Schatten (1865)
- Der Beamte (1867)
- Am Geburtstage (1868)
- Begrabe nur dein Liebstes (1870)
- Constanze (1870)
- An Klaus Groth (1872)
- Geh nicht hinein (1879)
- An Frau Do (1883)
- Die Liebe
- Über die Heide
- Die Nachtigall
- Oktoberlied
- Von Katzen
- Meeresstrand
- Unter Sternen
- Der Spiegel des Cyprianus (1862)

## Anthologie en français
- Florilège poétique de T. Storm, traduit par Ambroise-Luc, Saint-Sernin, Édition du Lanceur de pierres, 2017, 116 p.  (ISBN 979-10-97064-01-3)
- Nouvelles: (1862-1881), (huit nouvelles) traduites par Alain Cozic, Paris, Les Belles Lettres, coll. « Bibliothèque allemande », 2018, 424 p.  (ISBN 978-2251448145)